# William Albert Jenkins

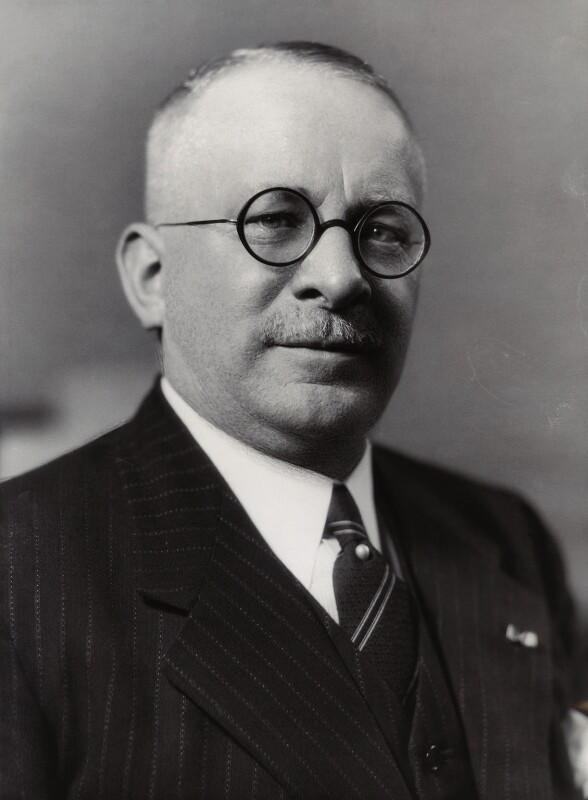
William Albert Jenkins en 1938.

William Albert Jenkins (9 de septiembre de 1878 a 23 de octubre de 1968) era un exportador de carbón de Gales, propietario de barcos y político liberal.

## Familia
Jenkins nació en Swansea, hijo de Daniel y Elizabeth Jenkins. En 1906 se casó con Beatriz Tyler de Pirbright, en Surrey. Su esposa murió en 1967.

## Carrera
A la edad de 13 años, Jenkins fue a trabajar como chico de los recados en los muelles de Swansea, donde adquirió un profundo conocimiento de las de carbón y envío oficios. Más tarde creó su propio negocio, W.A. Jenkins & Co, venta de carbón y coque al por mayor, fiducias y agentes marítimos. Su negocio se expandió en gran medida durante la Primera Guerra Mundial. Se desempeñó durante varios años como presidente de la Cámara de Comercio de Swansea y fue miembro del Instituto de Agentes de Marítimos.

## Política

### Parlamento
Jenkins fue elegido por primera vez al Parlamento en las elecciones generales de 1922 como un Liberal Nacional. No había podido ser electo al Parlamento para el período 1918-1922, pero su apoyo a Lloyd George en ese momento y su éxito industrial entre 1914-1918 quizás lo calificaron como "uno de los hombres de rostro duro que parecen como si les hubieran hecho bien la guerra" en la famosa frase de Stanley Baldwin. Jenkins fue elegido para representar Breconshire y Radnorshire que ganó en una lucha directa con los laboristas. En las elecciones generales de 1923 fue devuelto sin oposición como un liberal (sin sufijo o prefijo) para el mismo asiento, pero en 1924 se enfrentó a un concurso de tres picos contra el Trabajo y la oposición conservadora y perdió la sede de los conservadores. Durante su tiempo en el Parlamento, Jenkins era un contribuidor a los debates sobre cuestiones laborales y cuestiones de Gales. él no luchó de nuevo las elecciones al Parlamento de nuevo hasta 1936 cuando se presentó como el candidato del Gobierno Nacional con el apoyo de los Liberales local y los partidos conservadores y bajo la designación Liberal Nacional en una elección parcial en Llanelly. No ganó el asiento sin embargo que se celebró de Trabajo por Jim Griffiths el presidente de la Federación de Mineros Gales del Sur 'con una mayoría de 16.221 votos, prácticamente sin cambios desde las elecciones generales de 1935.

### La política local y el servicio público
Jenkins se sentó como miembro del consejo de ciudad de Swansea 1927-1954 y se desempeñó como alcalde de Swansea entre 1947 y 1949. En 1928 fue nombrado Juez de Paz del Condado de Glamorgan y fue en algún momento Presidente del Banco de la Magistratura, división del período de sesiones de Gower Petty. Fue miembro del Tribunal de Gobernadores y del Consejo de la University College, de Swansea.

### Otras oficinas cívicas o públicas
Durante su larga vida, Jenkins ocupó varios otros cargos públicos, incluyendo:
- Presidente del Banco Gales del Sur Oeste de Ahorros
- Presidente de la Royal Welsh Agricultural Society (1949)
- Presidente de la Swansea y País de Gales Central Sordos Adultos y Misión Dumb
- Presidente de la Asociación de Sordomudos Regional de Gales.[2]

## Honores
Jenkins fue nombrado caballero por los servicios públicos y políticos y su premio de Caballero o Knight Bachelor  fue anunciado en el Año Nuevo con honores. Lista de 1938. También fue galardonado con el término municipal de Swansea Orden de San Juan del Consejo. Jenkins también se clasificó para una serie de condecoraciones extranjeras. En 1933 se convirtió en un Caballero de Primera Clase de la Orden de Dannebrog (Dinamarca); el titular de la Real Orden de Jorge I de Grecia Cruz de Oro (1938), y fue Caballero de la Legión de Honor (Francia) en 1949.

## Muerte
Jenkins murió a la edad de 90 años el 23 de octubre de 1968.